# Йепес, Томас
Томас Йепес (исп. Tomás Yepes; ок. 1598, Валенсия — ок. 1668, там же) — испанский художник, мастер натюрморта.

## Биография
Родился около 1598 году в Валенсии. Долгое время о биографии Йепеса не было известно практически ничего, однако в итоге она была восстановлена историками искусства на основании архивных документов. Поскольку сохранившиеся в архивах документы в основном носят юридический или коммерческий характер, биография Йепеса предстала перед исследователями не с самой типичной для художника стороны.
Самый первый сохранившийся документ с упоминанием Йепеса датируется 1616 годом. В этот год юноша, которому было около 18 лет, был принят в гильдию художников Валенсии. Это значило, что к тому времени он уже прошёл обучение у опытного мастера, но у кого именно, и в Валенсии или за её пределами (например, в Кастилии, где искусство натюрморта начало развиваться раньше) — неизвестно.
Следующий сохранившийся документ датируется 1622 годом. Юный художник задолжал кондитеру и дал расписку погасить долг продажей картины «Пришествие Христа», которую ещё предстояло написать (на что ему отводился год). Эта картина, однако, не сохранилась.
К 1630 году Томас Йепес уже был женат на Изабелле-Анне Херес, дочери Каспара Хереса, плотника, владельца мастерской и «богатого человека». Выгодный брак, однако, не избавил художника Йепеса от проблем с кондитерскими. На художника подала в суд его собственная сестра, супруга владельца булочной-кондитерской, потребовав, чтобы он уплатил ей за неоплаченные товары. Йепес в ответ заявил суду, что уже расплатился с сестрой и шурином религиозными картинами.
Йепес и его супруга и сами пытались вести торговые дела, но, похоже, не слишком успешно, потому что в 1635 году, когда Йепеса особенно активно разыскивали через суд кредиторы, он примерно на год исчез из города. В то же время, по формальным признакам семья Йепес была отнюдь не бедна: они сдавали в аренду дом и земли, жена получила наследство от дяди-священника, муж продавал свои картины, и оба совместно пытались совершать сделки с векселями (ценными бумагами), шёлком и сахаром.
В марте 1669 года Анна Херес впервые была упомянута, как вдова Йепеса, что предполагает, что художник скончался около 1668 года. В последующий период вдова Йепеса, по всей вероятности, была обеспеченной женщиной, так как появлялась в документах, в основном, в связи с взысканием неуплаченных долгов уже в свою пользу.

## Творчество
Среди других валенсийских художников своего времени, работавших в первую очередь по заказам церкви, Йепеса выделяло пристрастие к натюрмортам — жанру, сравнительно новому для Валенсии. Покупателями Йепеса, согласно сохранившимся документам, выступали в основном зажиточные горожане Валенсии, а не представители дворянства или церкви. Так, в 1632 году некий нотариус купил у Йепеса сразу несколько картин с изображением фруктов за восемь валенсийских фунтов (документ о покупке тоже сохранился в архивах Валенсии).
Йепес имел в Валенсии мастерскую, и, вероятно, нескольких учеников, чьи имена гипотетически реконструируются из сохранившегося корпуса документов, однако их  самостоятельные работы пока не выявлены.
Йепес заметно повлиял на развитие валенсийской региональной версии натюрморта.  Мастера «цветочной живописи», до некоторой степени — последователи Йепеса (в частности, Бенито Эспиньос и Мигель Парра) продолжали работать в Валенсии вплоть до середины XIX столетия.
Сегодня работы Йепеса хранятся, в частности, в собраниях Музея изящных искусств Валенсии и мадридского музея Прадо.

## Галерея
- Букет цветов в вазе с изображением квадриги.
- Натюрморт с фруктами и цветами в медной вазе.
- Натюрморт с цветами и фруктами.
- Фрукты в керамическом сосуде на фоне пейзажа.
- Натюрморт с дыней и виноградом.
- Виноградная лоза.
- Натюрморт с орехами, каштанами (плоды Каштана съедобного, не путать с Конским каштаном), вафлями и пирогами.
- Натюрморт с турроном, круглым фартоном, орехами, каштанами, вафлями, выпечкой и пресными лепёшками.